# Velká skála
Velká skála är en kulle i Tjeckien.   Den ligger i regionen Plzeň, i den västra delen av landet, 140 km sydväst om huvudstaden Prag. Toppen på Velká skála är 792 meter över havet.